# 馬賽爾·高斯
馬賽爾·高斯（德語：Marcel Gaus；1989年8月2日—）是一位德國足球運動員，在場上的位置是前鋒。他現在效力於德国足球丙级联赛球隊薩爾布呂肯。